# 白音胡硕站
白音胡硕站是位于内蒙古自治区兴安盟科尔沁右翼中旗巴彦呼舒镇的一个铁路车站，邮政编码029400。车站于1980年12月投入临时运营，2009年6月18日建成新站房，有通霍铁路经过该站，现办理客货运业务，车站及上下行区间均已电气化。车站距离通辽站204公里，隶属沈阳铁路局霍林郭勒车务段，是二等站。